# Siergiej Mariachin
Siergiej Stiepanowicz Mariachin (ros. Сергей Степанович Маряхин, ur. 24 września?/7 października 1911 w Totorszewie, zm. 15 czerwca 1972 w Moskwie) – radziecki dowódca wojskowy, generał armii.

## Życiorys
Urodził się we wsi Totorszewo (wówczas w hubernia niżnonowogrodzkiej, obecnie na terenie obwód niżnonowogrodzki), gdzie ukończył szkołę podstawową. W 1928 rozpoczął naukę w zakładowej szkole hutniczej w Kulebach, a następnie pracował jako wytapiacz.
W czerwcu 1931 został powołany do Armii Czerwonej i skierowany do Saratowskiej Szkoły Wojsk Pancernych. Po jej ukończeniu został dowódcą plutonu w 1 Brygadzie Zmechanizowanej. Następnie był słuchaczem Akademii Wojskowej im. Michaiła Frunzego, którą ukończył w maju 1941, po czym objął stanowisko zastępcy szefa sztabu ds. tyłów 99 pułku czołgów 50 Dywizji Pancernej.
W momencie ataku Niemiec na Związek Radziecki pełnił funkcję dowódcy batalionu w 99 pułku czołgów i 13 lipca 1941 przeszedł chrzest bojowy pod Bobrujskiem.
Później kolejno pełnił funkcje: szefa sztabu pułku czołgów, zastępcy i szefa sztabu brygady pancernej, szefa oddziału operacyjnego Zarządu Samochodowo-Pancernego Frontu Briańskiego, Frontu Woroneskiego, szefa sztabu Zarządu Dowództwa Wojsk Pancernych i Zmechanizowanych Frontu Woroneskiego, szefa oddziału operacyjnego sztabu 4 Gwardyjskiej Armii Pancernej i dowódcy 68 Brygady Pancernej. Brał udział w bitwie pod Kurskiem, bitwie o Dniepr, wyzwalaniu prawobrzeżnej Ukrainy i zajmowaniu Polski oraz w operacji berlińskiej i praskiej.
Po zakończeniu II wojny światowej pełnił szereg funkcji sztabowych i dowódczych m.in. w latach 1963–1964 był dowódcą Północnej Grupy Wojsk Armii Radzieckiej z siedzibą w Legnicy, a następnie w latach 1964–1967 był dowódcą Białoruskiego Okręgu Wojskowego. W 1950 ukończył z wyróżnieniem Akademię Sztabu Generalnego.
We wrześniu 1967 został I zastępcą szefa tyłów Sił Zbrojnych ZSRR, a w kwietniu 1968 – zastępcą ministra obrony, szefem tyłów Sił Zbrojnych ZSRR.
Zmarł 15 czerwca 1972 w Moskwie.

## Odznaczenia
- Order Lenina – trzykrotnie
- Order Czerwonego Sztandaru – dwukrotnie
- Order Suworowa II klasy
- Order Bohdana Chmielnickiego II klasy
- Order Wojny Ojczyźnianej I klasy
- Order Czerwonej Gwiazdy – dwukrotnie